# Argostemma verticillatum
Argostemma verticillatum là một loài thực vật có hoa trong họ Thiến thảo. Loài này được Wall. mô tả khoa học đầu tiên năm 1824.